# Dolmen de la Cabaneta
El Dolmen de la Cabaneta és un monument megalític de l'edat del bronze (fa 4000-4500 anys) de la Torre de Cabdella (Pallars Jussà), inclòs a l'Inventari del Patrimoni Arqueològic i Paleontològic de Catalunya.
Aquest dolmen és l'únic del municipi de la Torre de Capdella, i destaca pel seu bon estat de conservació.
Es troba al capdamunt nord-est del Serrat de la Cabaneta, al nord-est del poble d'Envall, al vessant occidental de la Serra de Ruixou.
Es tracta d'una estructura funerària prehistòrica que forma part de les anomenades "Cambres pirinenques".
El dolmen presenta les característiques típiques d'una "Cambra pirinenca", amb una estructura de dimensions relativament reduïdes i una funció funerària. Els seus elements constitutius principals són:
- La caixa o cista funerària, formada per blocs de conglomerat col·locats verticalment, que defineixen una planta quadrangular de 2,5 metres de llarg per 1,3 metres d'ample. La coberta original era una llosa de grans dimensions, disposada adintellada, que actualment es troba inclinada.[1]

- El túmul i anell perimetral. Al voltant de la cambra es conserva parcialment un anell de pedres, sovint anomenat "cromlech", fet amb carreus d'esquist blavós. Aquest estructura formava un túmul d'uns 12 metres de diàmetre, que ha patit processos erosius.[1]

El dolmen va ser reconegut per primera vegada l’any 2007 per veïns i veïnes d’Envall i el 2008 se'n va comunicar la seva existència a la DG de Patrimoni Cultural de la Generalitat.